# Thézac, Charente-Maritime
Thézac là một xã trong tỉnh Charente-Maritime trong vùng Nouvelle-Aquitaine, tây nam nước Pháp. Xã Thézac, Charente-Maritime nằm ở khu vực có độ cao từ 22-49 mét trên mực nước biển.